# Creoleon aegyptiacus
Creoleon aegyptiacus är en insektsart som först beskrevs av Jules Pièrre Rambur 1842.  Creoleon aegyptiacus ingår i släktet Creoleon och familjen myrlejonsländor. Inga underarter finns listade i Catalogue of Life.